# Сасэн

Подросток-сасэн написала своей кровью «Wonder Girls вернитесь!» в 2010 году. В то время, эта группа работала и выступали в США, пытаясь пробиться на американский рынок.

Сасэн (кор. 사생팬?, 私生? + англ. fan; sasaengpaen, [sʰasʰeŋpʰen]) — корейский неологизм, означающий поклонников K-pop-музыкантов, особенно фанатично любящих своих кумиров и способных в ряде случаев на нарушение закона «ради них». Корейские чиновники признали уникальность данной проблемы, а также выразили озабоченность ею. Хотя этим термином также могут называть просто очень сильное увлечение некоторыми исполнителями, именно агрессивность и попытки пристально отслеживать жизнь кумира считаются отличительными чертами сасэн. Сасэн крайне негативно воспринимается исполнителями кэй-попа, например, известен случай, когда певец Ким Джэджун из JYJ ударил сасэн-фанатку, обвинив её во вторжении в личную жизнь, после чего подал в суд на неё за незаконную запись его разговоров.

## Причины и образ жизни
Обычно это объясняется тем, что в реальной жизни поклонники имеют мало возможностей вживую пообщаться с музыкантом или просто увидеть его вне сцены, в большинстве случаев из-за менеджеров, охраны или обилия других поклонников. Первоначально поклонницы ограничивались возможностью обменяться несколькими словами с кумиром, подарив ему подарок, но это быстро сошло на нет из-за широких попыток злоупотребления. Некоторые канадские издания, описывая концерты корейских исполнителей в Вашингтоне, проводили параллели с сасэн и отмечали, что «молодые девушки нервно прыгали с телефонами с максимально настроенным фокусом, визжа и называя исполнителей чертовски сексуальными богами. Всё это создавала лихорадочную атмосферу, перенасыщенную гормонами».
По сообщениям корейского издания «Чунъанъ ильбо» (кор. 중앙일보), одна из фанаток кэй-попа по имени Ли Джисун тратит около 1 миллиона вон (около 900 долларов) для ежедневной слежки за своим кумиром, часто используя «особые сасэн»-услуги у таксистов. Для того чтобы оплатить эти траты, она периодически работает в магазине и пишет родителям, что учится в частной школе, чтобы получить от них деньги. По её словам, некоторые девушки даже занимаются проституцией ради денег для возможности следить за кумиром.

## Известные случаи
На видео Ючхон выходит из здания и идёт через большую толпу поклонников, когда вдруг девушка протягивает руку и бьёт его по лицу. Певец, кажется, был потрясён, как и другие поклонники из толпы. Поклонница ударила его, потому что подумала: «Он точно запомнит меня, если я его ударю».
ShowAsia
На одной из пресс-конференций участники JYJ подтвердили случаи подобного преследования, а также попыток вмешательства в их жизнь. По словам певцов, были неоднократные попытки взлома их домов с фотографированием помещений и кражей личных вещей. Участники группы столкнулись с подобным явлением уже в 2003 году, когда вышел дебютный альбом их прошлой группы. Рядом с домом одного из участников группы, Пак Ючхона, поклонницы установили ряд скрытых видеокамер, а певцу Чон Юнхо из TVXQ кто-то добавил в коктейль суперклей, после чего ему пришлось оказывать медицинскую помощь. Впоследствии оказалось, что за этим стоял один из ненавистников группы.

### Нанесение вреда здоровью
Согласно данным нескольких корейских журналов, одна 40-летняя женщина почти ослепла, после того как залпом просмотрела дораму с любимым кумиром за три дня, прервавшись только на два часа для сна. Она заметила, что зрение начало резко ухудшаться и обратилась в больницу, где ей поставили диагноз «злокачественная глаукома». По словам врача, за свой двадцатилетний стаж он впервые увидел пациента, который довёл себя до глаукомы дорамой.
Описывая первое выступление группы B2ST в Берлине, немецкие СМИ обратили внимание на то, что многие поклонники, несмотря на морозную погоду, спали на улице, чтобы увидеть кумиров, а одна поклонница, дрожа от холода, призналась, что ждала этот концерт «целый год».
Во время тура Super Junior в Сингапуре, примерно восемь автомобилей сасэн-фанатов пытались преследовать автомашину с парнями. Представитель группы рассказал фанатам, что «певцы начали изрядно нервничать, когда эти машины приближались к нам. Но в конце концов, одна из машин фанатов врезалась в другой автомобиль, и это спровоцировало аварию с остальными».
Это не первый случай, когда фанаты, пытающиеся преследовать кумиров на своих автомобилях, попадают в тяжёлые дорожно-транспортные происшествия из-за превышения скорости.